# 264 av. J.-C.
Cette page concerne l'année 264 av. J.-C. du calendrier julien proleptique.

## Événements
- 11 avril (21 avril du calendrier romain) : début à Rome du consulat de Appius Claudius Caudex et Marcus Fulvius Flaccus[1].

- Intervention romaine en Sicile à l’appel de Messine, qui provoque la première guerre punique (fin en 241 av. J.-C.). Les Mamertins, brigands d’origine italique qui se sont emparés de Messine, traqués à la fois par Hiéron II de Syracuse et par les Carthaginois, font appel à Rome. Le Sénat romain hésite, mais le peuple décide l’expédition[1].
- Siège de Messine par Rome (fin en 263 av. J.-C.). L’armée du consul Appius Claudius Caudex traverse le détroit, débloque Messine dont la garnison carthaginoise avait évacué la citadelle, et contraint Hiéron à signer un traité d’alliance avec elle. Après avoir pris pied en Sicile, Rome n’entend pas abandonner l’île et se retrouve face à Carthage[2].
- Prise et destruction de la ville étrusque de Velzna par le consul Fulvius Flaccus ; la population est transférée à Volsinies[1]. L'année 264 est donc une année charnière, en ce qu'elle clôt l'époque de l'Italie pré-romaine et ouvre celle des grandes conquêtes extra-italiennes de Rome avec le début de la première guerre punique.
- Établissement d’une colonie à Firmum Picenum[2].
- Le roi d’Épire Alexandre envahit la Macédoine[3].
- Abantidas devient tyran de Sicyone. Il fait assassiner Clinias, second magistrat et père d'Aratos de Sicyone[4].
- Les premiers combats de gladiateurs font leur apparition à Rome sur le Forum Boarium, donnés par Marcus et Decimus Brutus, à l'occasion des funérailles de leur père, Junius Brutus Pera[5].